# Ринкус, Янис
Янис Ринкус (латыш. Jānis Rinkus; 12 апреля 1977) — латвийский футболист, опорный полузащитник. Выступал за сборную Латвии.

## Биография
Местом рождения в разных источниках называется Лиепая или Ленинград.
С 1993 года выступал в высшей лиге Латвии за клуб из Лиепаи, носивший названия «Олимпия», «Лиепая», «ДАГ», «Балтика» и с 1997 года — «Металлург». Провёл за клуб в общей сложности 220 матчей в чемпионатах страны, забив 19 голов. Становился серебряным (1998, 1999, 2003, 2004) и бронзовым (2000, 2002) призёром чемпионата Латвии, финалистом Кубка Латвии (1995, 1998, 2000, 2002). Неоднократно участвовал в играх еврокубков (не менее 7 матчей за лиепайский клуб).
В 2001 году отлучился на сезон из Лиепаи и выступал в составе «Риги», занявшей предпоследнее место в высшей лиге. В 2005 году окончательно покинул «Металлург» и перешёл в литовскую «Ветру», провёл 24 матча и забил два гола в чемпионате Литвы, а его клуб финишировал четвёртым. Также в составе «Ветры» сыграл 2 матча в Кубке Интертото. В 2006 году играл за «Диттон» (Даугавпилс), а в 2007 году провёл 4 матча за «Ригу», ставшую бронзовым призёром чемпионата. В 30-летнем возрасте завершил карьеру.
Всего в высшей лиге Латвии сыграл 262 матча и забил 21 гол.
Выступал за сборные Латвии младших возрастов.
В национальную сборную Латвии был вызван в феврале 1998 года для участия в товарищеском турнире на Мальте. Дебютировал в команде 6 февраля 1998 года в матче против Грузии. Всего на том турнире сыграл 3 матча и более за сборную не выступал.